# Pyrestes quinquesignatus
Pyrestes quinquesignatus är en skalbaggsart som beskrevs av Leon Fairmaire 1889. Pyrestes quinquesignatus ingår i släktet Pyrestes och familjen långhorningar. Inga underarter finns listade i Catalogue of Life.